# Porina ginzbergeri
Porina ginzbergeri är en lavart som beskrevs av Zahlbr. Porina ginzbergeri ingår i släktet Porina och familjen Porinaceae.   Inga underarter finns listade i Catalogue of Life.